# Il saltimbanco e la luna
Il saltimbanco e la luna (Un omaggio a Enzo Jannacci) è il sesto album della musicista italiana Susanna Parigi, pubblicato, in formato CD, nel 2014 dall'etichetta discografica Egea.

## Il disco
L'album nasce nel 2011, come progetto del giornalista Andrea Pedrinelli che ha raccolto nel tempo le parole del "Dottore" Enzo Jannacci, e le ha portate in scena in uno spettacolo teatrale dal medesimo titolo, in cui far rivivere le canzoni del medico cantautore, grazie alla voce di Susanna Parigi, raccontandone anche la vita. 
La registrazione della parte musicale dello spettacolo, andato in scena al Teatro Barrio's di Milano il 30 ottobre 2012, è racchiusa in questo cd in cui sono incisi 15 brani in versione live per solo voce e pianoforte.
Nello spettacolo teatrale, i brani sono intervallati da monologhi originali di Pedrinelli sul proprio mestiere, innervati da parole raccolte in numerosi incontri con Enzo Jannacci..
Nel lavoro emerge, insieme alla grandezza dell'autore, la bravura di Susanna Parigi sia come musicista, nel saper riprendere queste canzoni arrangiandole ex-novo per solo pianoforte, sia come interprete, riuscendo a cantarle con un approccio molto vicino a quello di Jannacci, facendole proprie senza mai scadere nella semplice cover da tribute band.
Susanna Parigi riporta sul palco, con la stessa intensità emotiva del cantautore milanese, la storia ancora attualissima di "Vincenzina e la fabbrica", l'Italia della mafia e delle connivenze de "La fotografia", la disarmante situazione della sanità pubblica, vista con gli occhi dello stesso Jannacci, di "Natalia", la condizione dei migranti di "Sono timido". Brani che dimostrano come Jannacci sia stato uno dei pochi che ha avuto il coraggio di parlare di quelle persone che gli altri non vedono (o non vogliono vedere): gli invisibili; oggi gli immigrati clandestini, ieri i barboni cantati in "El portava i scarp del tennis", posta come brano di chiusura del CD, eseguita con l'aiuto della voce recitante di Enzo Iacchetti.
Non mancano all'interno dello spettacolo e del cd brani, forse meno conosciuti ma altrettanto importanti per capire il mondo poetico di Jannacci: dall'iniziale "Mamma che luna che c'era stasera" ad una intensa "L'uomo a metà"; da una versione quasi rabbiosa "Io e te" al divertente racconto del famoso provino in RAI, dove Andrea Pedrinelli veste i panni del funzionario esaminatore de "Il cane con i capelli", alla più recente "Come gli aeroplani", sulla condizione di degrado della società degli anni 2000 a causa dell'egoismo imperante, fino a "Parlare con i limoni", che racchiude in poche righe la filosofia di vita di Enzo Jannacci.
A completamento, Susanna Parigi inserisce tre brani di sua composizione: "Liquida", "L'insulto delle parole" e "L'attenzione", che per temi trattati ed atmosfera si amalgamano perfettamente al resto del repertorio eseguito.
Completa il cd un libretto molto esaustivo, con note della stessa Parigi, dell'autore e della regista dello spettacolo teatrale, ed un commento approfondito per ogni canzone.

## Tracce
1. Mamma che luna che c’era stasera – 2:36 (Enzo Jannacci)
2. L’uomo a metà – 3:30 (Enzo Jannacci)
3. La fotografia – 4:21 (Enzo Jannacci)
4. Vincenzina e la fabbrica – 2:50 (Enzo Jannacci)
5. Liquida – 3:07 (Susanna Parigi)
6. Io e te – 1:40 (Enzo Jannacci)
7. L’insulto delle parole – 3:17 (testo: Susanna Parigi, Kaballà – musica: Susanna Parigi)
8. Natalia – 4:26 (Enzo Jannacci)
9. Il cane con i capelli – 2:21 (Enzo Jannacci)
10. Sono timido – 3:45 (Enzo Jannacci)
11. L’attenzione – 4:12 (testo: Susanna Parigi, Kaballà – musica: Susanna Parigi)
12. E l’era tardi – 3:27 (Enzo Jannacci)
13. Come gli aeroplani – 4:05 (Enzo Jannacci)
14. Parlare con i limoni – 4:45 (Enzo Jannacci)
15. El portava i scarp del tennis (voce recitante di Enzo Iacchetti) – 3:12 (Enzo Jannacci)

Durata totale: 51:34

## Formazione
- Susanna Parigi: voce, pianoforte, tastiera, arrangiamenti